# Mycetophila petulca
Mycetophila petulca är en tvåvingeart som beskrevs av Zaitzev 1998. Mycetophila petulca ingår i släktet Mycetophila och familjen svampmyggor. Inga underarter finns listade i Catalogue of Life.